# Erster Weltkrieg in Südwestafrika
1914

Maritz-Rebellion – Naulila – Sandfontein
1915

Kakamas – Trekkopje – Sam Khubis – Otavifontein
Der Krieg in Südwestafrika war ein kolonialer Nebenkriegsschauplatz des Ersten Weltkrieges in der Zeit von August 1914 bis Juli 1915. Dabei kam es zu Kampfhandlungen um die deutsche Kolonie Deutsch-Südwestafrika (heute Namibia). Die Kämpfe erstreckten sich auch auf die Südgrenze Angolas (heute Angola) sowie auf Teile der Südafrikanischen Union (heute Südafrika). Nach kurzen Grenzgefechten und der Besetzung von Küstenplätzen erfolgte die Eroberung durch Unionstruppen von Süden nach Norden. Mitte 1915 kapitulierte die deutsche Schutztruppe. Das „Schutzgebiet“ Deutsch-Südwest wurde nach dem Ende des Krieges in Europa zu einem Mandatsgebiet des Völkerbundes unter südafrikanischer Verwaltung.

## Ausgangsposition

Deutsche Kolonien in Afrika mit Südwestafrika, 1914

Nachbarn Südwestafrikas: britisch (rot), portugiesisch (grün)

Deutsch-Südwestafrika grenzte im Norden an die Kolonie Angola und im Osten an das britische Protektorat Betschuanaland. Vor allem die Ostgrenze verlief durch weites, dünn besiedeltes Gelände, das nur schwer zu kontrollieren war. Von besonderer Tragweite erwies sich die Nachbarschaft zur Südafrikanischen Union. Als machtvoller Bestandteil des britischen Empire verfügte Südafrika über kriegswichtige Ressourcen sowie eine ausgezeichnete Anbindung an das Nachrichtennetz und den Welthandel. Die deutsche Kolonialführung konnte hingegen von Seeseite nicht auf Hilfe hoffen, da die britische Seeblockade in der Nordsee und die Besetzung der afrikanischen Atlantikhäfen schon bald den deutschen Hochseeverkehr als Nachschubweg lahmlegten. Auch der Funkverkehr mit der Heimat wurde spärlich, nachdem am 27. August 1914 die deutsche Zwischenstation Kamina in Togoland zerstört worden war. Der Funkkontakt musste nunmehr unmittelbar mit Deutschland erfolgen, was nur teilweise gelang.
Die Schutztruppe Deutsch-Südwestafrikas war in erster Linie zur Durchsetzung der Kolonialherrschaft im Inneren konzipiert. Für eine militärische Auseinandersetzung mit europäischen Großmächten war sie nicht gewappnet, auch wenn sie bei Kriegsbeginn um die in der Kolonie befindlichen Reservisten ergänzt wurde. Das einzige deutsche Kriegsschiff, das sich im Sommer 1914 in südafrikanischen Gewässern befand, war das elf Jahre alte Kanonenboot Eber. Die „Luftstreitkräfte“ bestanden aus zwei Postflugzeugen, die vor dem Krieg per Schiff in der Kolonie eingetroffen waren.
Über die Stärke der Schutztruppe bei Kriegsausbruch existieren unterschiedliche Angaben. Die reguläre Anzahl der Soldaten dürfte zwischen 1500 und 2000 betragen haben; hinzu kamen knapp 500 Polizeiangehörige. Einschließlich der zum Krieg eingezogenen etwa 3000 Personen kam auf deutscher Seite eine Streitmacht von rund 5000 Mann zusammen. Während des Krieges liefen dann noch einige hundert südafrikanische Buren zu den Deutschen über. Die Truppe verfügte über 20 moderne Geschütze, 50 veraltete Geschütze verschiedener Kaliber sowie fünf Automobile.
Im Gegensatz zu den deutschen Kolonien Deutsch-Ostafrika und Kamerun dienten in Deutsch-Südwest kaum Einheimische, Askaris genannt.
Die Südafrikanische Union als Hauptgegner der Deutschen verfügte hingegen über eine umfangreiche Kolonialstreitmacht, die sich bei Bedarf um einheimische Hilfskräfte ergänzen ließ. Es ist davon auszugehen, dass 50.000 bis 100.000 Soldaten mobilisierbar waren. Dabei standen auch motorisierte Einheiten zur Verfügung.
Während das Mutterland Großbritannien vorwiegend auf die Sicherung der Seewege bedacht war, bestand in Südafrika bereits vor dem Krieg Interesse an einer territorialen Aneignung der deutschen Nachbarkolonie. Durch das Machtpotential der Südafrikanischen Union hatten sich eigenständige Annexionsbestrebungen in Afrika entwickelt. Verteidigungsminister Jan Smuts vertrat die Vision eines Greater South Africa, dem Südwestafrika einverleibt werden sollte.
Auch das Deutsche Reich formulierte zwischen 1914 und 1918 mit dem Begriff Deutsch-Mittelafrika ein koloniales Kriegsziel, das aber durch einen Sieg in Europa durchgesetzt werden sollte.

## Strategie
Der deutschen Seite war bewusst, dass der Süden der Kolonie besonders gefährdet war, weil dort der direkte Einmarsch der südafrikanischen Truppen drohte. Neben der inneren Kontrolle der Kolonie war somit die Sicherung der Südgrenze vor dem Eindringen feindlicher Kräfte die strategische Hauptaufgabe. Eine deutsche Offensive auf südafrikanischem Territorium war bei der geringen Truppenstärke aussichtslos.
Eine Invasion Südafrikas sollte mit folgenden Schritten verhindert werden:
1. Rückzug von der Atlantikküste; Preisgabe der Häfen Lüderitzbucht und Swakopmund
2. Rückzug der Küstenfunkanlagen von Lüderitzbucht und Swakopmund nach Aus und Tsumeb
3. Sprengung der Bahnlinien ins Landesinnere; Widerstand erst im Hinterland auf Höhe von Aus und Usakos
4. Sicherung des Nordens und Zentrums, insbesondere der Städte Windhuk und Karibib, durch Polizei und Reserven
5. Konzentrierung der Hauptkräfte zur Verteidigung im Süden

Es zeichnete sich von vornherein ab, dass Deutsch-Südwestafrika im Falle eines lange andauernden Krieges nicht zu halten war. Die Entscheidung konnte nur auf dem europäischen Kriegsschauplatz fallen. Dennoch entschloss sich Gouverneur Seitz zur Verteidigung, da anfangs ein baldiges Kriegsende in Europa vorausgesagt wurde. Zudem sollten damit gegnerische Streitkräfte an die Kolonien gebunden und von Europa ferngehalten werden.

## Kriegsmitteilung und Mobilmachung

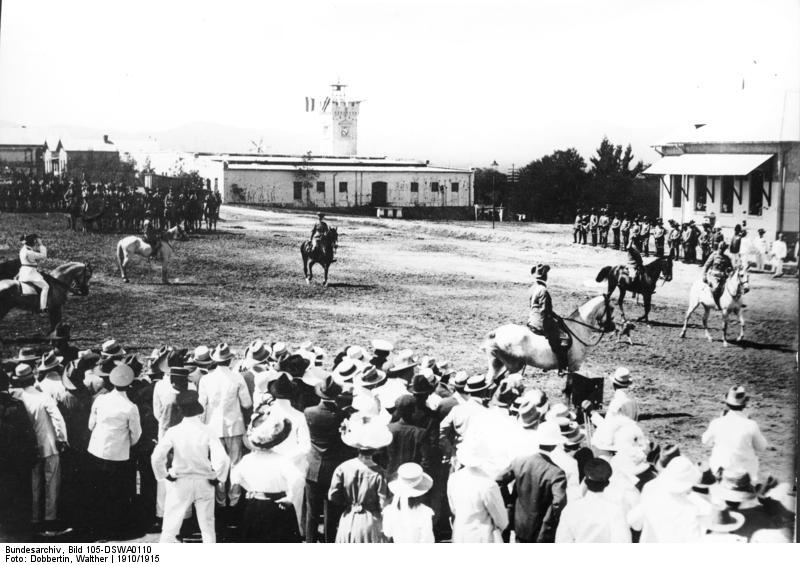
Truppenparade in Deutsch-Südwestafrika vor Kriegsbeginn

Im Sommer 1914 erreichten widersprüchliche Nachrichten das deutsche Schutzgebiet. Als sich mit der Julikrise der Erste Weltkrieg anbahnte, sandte Wilhelm Solf, Staatssekretär im Reichskolonialamt, ein beschwichtigendes Telegramm in die deutschen Kolonien:

„Schutzgebiete außer Kriegsgefahr, beruhigt Farmer.“

Solf war von der Gültigkeit der Kongoakte von 1885 überzeugt, die völkerrechtlich untersagte, einen kriegerischen Konflikt europäischer Großmächte in die Kolonialgebiete zu tragen.
Die Nachricht über den Ausbruch des Ersten Weltkrieges erreichte Deutsch-Südwestafrika am 2. August über die Funkstrecke Nauen – Kamina und die sich noch im Bau befindende Großfunkstation in Windhoek.
In der Nacht vom 4. auf den 5. August 1914 nahm die Küstenfunkstation in Lüderitzbucht ein internationales Funktelegramm aus Lomé auf:

“England has declared war to Germany on fourth of August.”

„England hat Deutschland am 4. August den Krieg erklärt.“

Kurz danach wurde diese Meldung von der Großfunkstelle Nauen bei Berlin bestätigt. Daraufhin befürchtete man in Deutsch-Südwestafrika einen Angriff der mit Großbritannien alliierten Südafrikanischen Union. Am 6. August erklärte Gouverneur Seitz den Belagerungszustand und rief am 7. August die Mobilmachung aus. Diese war schon am folgenden Tag abgeschlossen, da sich die Schutztruppe ohnehin in einem Manöver befunden hatte. Ein 50 Kilometer breiter Landstreifen entlang der Grenze zur Südafrikanischen Union wurde evakuiert. Die deutschen Einwohner sowie Vieh und Vorräte wurden nach Norden in vorläufige Sicherheit gebracht.
Die Wirren des Kriegsausbruchs nutzte die deutsche Kolonialleitung auch dazu, eine lange erwogene Deportation der Bondelswart in den Norden Deutsch-Südwestafrikas auszuführen.

## Situation in Südafrika

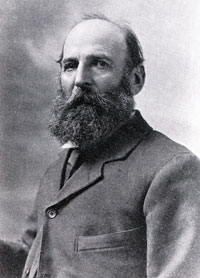
General Koos de la Rey

In Südafrika war die öffentliche Meinung über einen Kriegsbeitritt geteilt. Insbesondere die burischen Politiker standen dem Entschluss ablehnend gegenüber. Um den deutschfeindlichen Kräften in Südafrika keinen Vorwand zu liefern, wurde seitens Deutsch-Südwestafrikas von Vorstößen auf südafrikanisches Gebiet zunächst abgesehen. Südafrikas Premierminister Louis Botha erklärte dennoch, die Deutschen hätten die Grenze überschritten. Daraufhin beschloss das südafrikanische Parlament am 9. September 1914 mit breiter Mehrheit die Kriegsteilnahme, im Senat (Oberhaus) mit 24 zu 5 Stimmen, in der Assembly (Unterhaus) mit 91 zu 12 Stimmen.
Der Kommandeur der südafrikanischen Streitkräfte, General Christiaan Frederik Beyers, trat aus Protest gegen den Kriegseintritt zurück. Er wusste sich in Übereinstimmung mit einer Reihe burischer Offiziere wie General Koos de la Rey und General Christiaan de Wet. Der Tod von General de la Rey unter ungeklärten Umständen heizte die Stimmung weiter an.

### Die Maritz-Rebellion
Schließlich kam es zu offener Rebellion. Ein kleiner Teil der Buren wollte sich nicht mit dem Kriegseintritt an der Seite Großbritanniens abfinden und griff zu den Waffen. Der Burenführer Christiaan de Wet versuchte einen pro-deutschen Aufstand in Südafrika auszulösen, was jedoch misslang. De Wet kam später in Gefangenschaft. Durch diese Revolte verzögerte sich jedoch der südafrikanische Vormarsch um einige Monate. Eine Gruppe burischer Freischärler unter dem Kommando von Manie Maritz war weiterhin bereit, die Schutztruppe von Südafrika aus zu unterstützen. Außerdem bildete sich in Südwestafrika selbst ein burisch-deutsches Freiwilligenkorps, geführt von Andries de Wet (verwandt mit Christiaan de Wet).
Oberstleutnant Maritz verließ mit seiner Truppe den Garnisonsort Upington und schloss am 7. Oktober 1914 bei Ukamas einen Vertrag mit den Deutschen, der eine Unterstützung der Schutztruppe für den Fall eines südafrikanischen Angriffs vorsah. Am 22. Oktober 1914 griff die Einheit unter Maritz mit deutscher Artillerieunterstützung eine britische Abteilung bei Keimoes an und zog sich nach leichten Verlusten wieder zurück. Maritz erlitt einen Knieschuss. Wegen des Einsatzes gegen die Maritz-Rebellion im Herbst 1914 stellte der südafrikanische Oberbefehlshaber Louis Botha kurzzeitig alle sonstigen Kampfhandlungen ein. Am 24. Januar 1915 kam es bei Upington zu einem Gefecht, in dem die Aufständischen von südafrikanischen Truppen angegriffen und geschlagen wurden.
Auch wenn sich Maritz nicht unter den 250 Toten und Verwundeten befand, war der Aufstand zusammengebrochen. Am 30. Januar 1915 kapitulierte Maritz außerhalb Upingtons. Ein deutscher Vorstoß nach Kakamas, der Anfang Februar 1915 erfolgte, kam zur Unterstützung der Buren zu spät.

## Kriegsverlauf

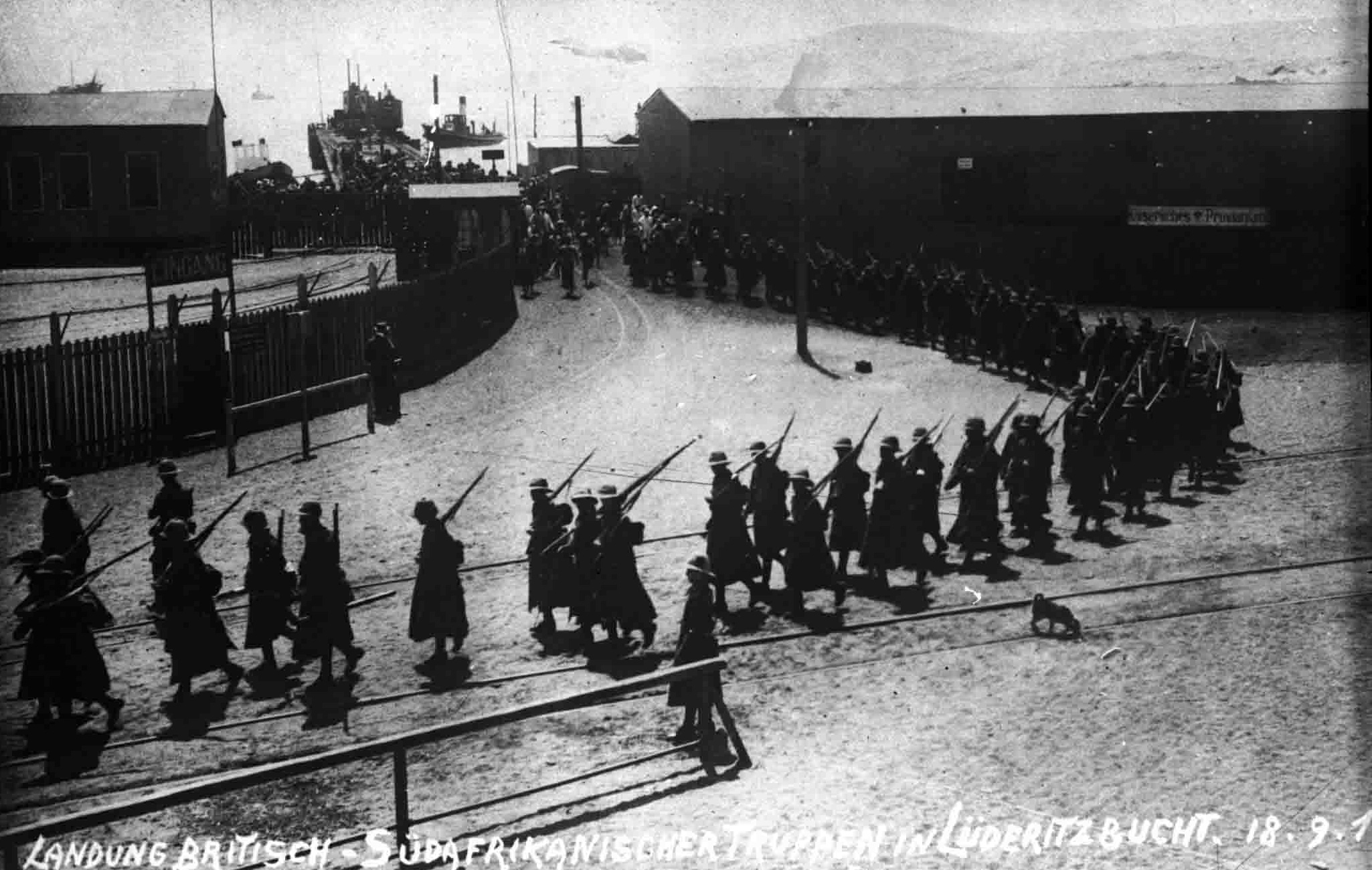
Landung südafrikanischer Truppen in der Lüderitzbucht, September 1914

Am 10. September 1914 gelang der deutschen Seite die Besetzung der zur südafrikanischen Union gehörenden Exklave Walfischbucht, die am 25. Dezember 1914 aufgrund südafrikanischer Angriffe wieder aufgegeben wurde.
Zu frühen Kämpfen kam es ab dem 13. September 1914 bei den Polizeistationen von Nakop und Ramansdrift. Bereits am 19. September besetzten südafrikanische Truppen in Stärke von rund 1800 Mann die Lüderitzbucht. Die Bucht war zuvor von der Schutztruppe militärisch geräumt worden. Die deutsche Zivilbevölkerung von Lüderitz wurde nach Südafrika gebracht und dort in Lagern interniert. Einen Tag später überschritt eine Abteilung der Unionstruppen den Oranje, die jedoch von den deutschen Truppen in der Schlacht bei Sandfontein zurückgeschlagen wurde. Dabei kamen rund 200 Südafrikaner in deutsche Gefangenschaft, während die Schutztruppe etwa ein Dutzend Männer einbüßte. Nach dieser Niederlage verlagerten die Südafrikaner ihre Angriffe wieder an die Lüderitzbucht und konnten dort entlang der Bahnlinie bis zum 9. November 70 km ins Inland vorstoßen. Als Ersatz für die Küstenfunkstation Lüderitzbucht wurde beim neuen Stützpunkt Aus eine Ersatzfunkstation errichtet. Auch der zweite Küstenort, Swakopmund, wurde Ende September 1914 evakuiert. Das im äußersten Nordosten gelegene Schuckmannsburg wurde am 21. September 1914 kampflos von Angehörigen der British South African Police und Northern Rhodesian Police besetzt.

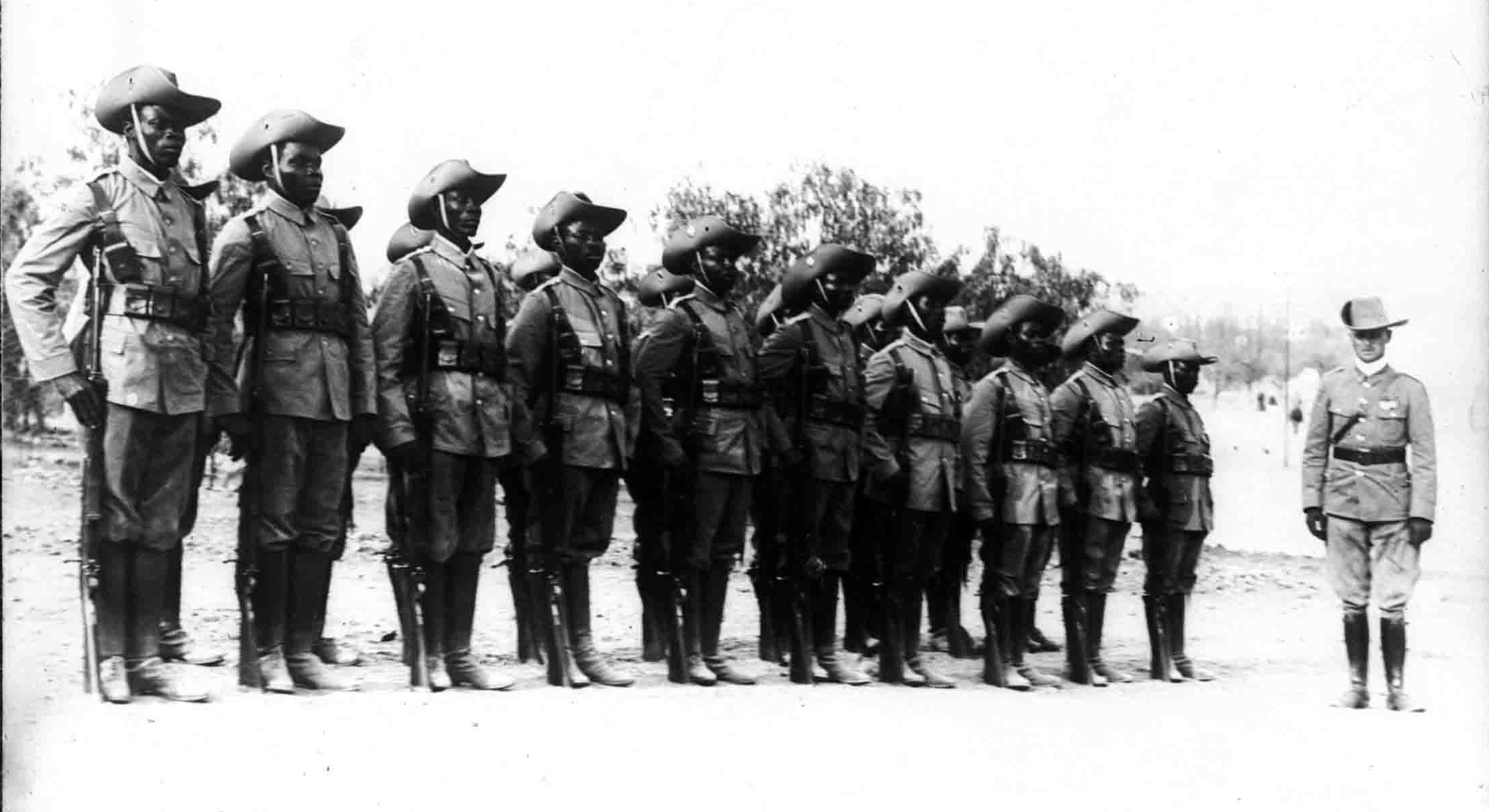
Abteilung der Kamerun-Kompanie in Südwestafrika, 1914/15

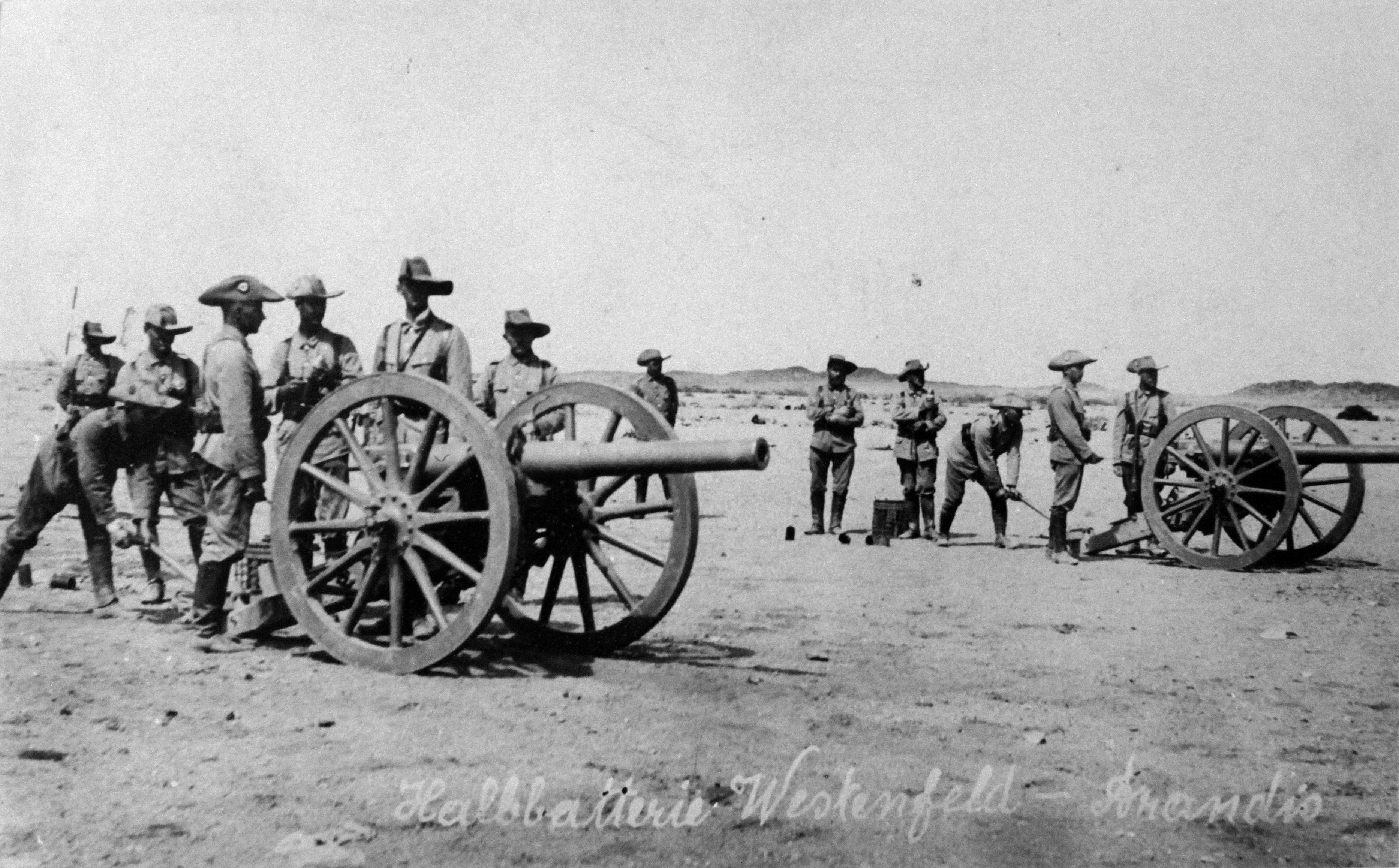
Deutsche Kanonen („Halbbatterie Westenfeld“) im Einsatz während des Ersten Weltkriegs in Deutsch-Südwestafrika

Am 26. Oktober 1914 wurde die aus Afrikanern bestehende „Kamerunkompanie“ ins Leben gerufen. Sie bestand aus wenigen liberianischen Hafenarbeitern, hauptsächlich aber aus knapp 50 ehemaligen Söldnern der Kameruner Schutztruppe. Letztere waren aufgrund einer Meuterei nach Südwestafrika verbannt worden, wo sie Zwangsarbeit leisten mussten. Gouverneur Seitz versprach ihnen, dass sie nach dem Kriegsdienst zurück in ihre Heimat dürften. Die „Kamerunkompanie“ musste wiederum afrikanische Zwangsarbeiter im Norden der Kolonie bewachen sowie Eisenbahnen ausbessern. Da die Deutschen an der Zuverlässigkeit zweifelten, wurde die Kompanie am 24. März 1915 aufgelöst.
Der Kommandeur der deutschen Schutztruppe, Oberstleutnant Heydebreck, verstarb am 12. November 1914 an den Folgen einer Granatenexplosion in Kalkfontein-Süd, die durch Versuche mit Gewehrgranaten verursacht worden war. Das Kommando bekam Major Franke, der am 24. Januar 1915 – durch einen der letzten empfangenen Funksprüche aus Deutschland – ebenfalls zum Oberstleutnant und Kommandeur der Schutztruppe befördert wurde.

### Die Lage zur See

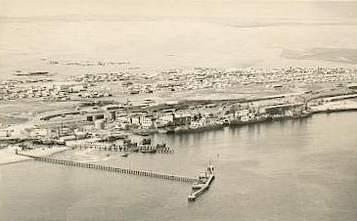
Die südafrikanische Exklave Walfischbucht (um 1910)

Kurz vor Kriegsausbruch befand sich das deutsche Kanonenboot SMS Eber der westafrikanischen Station im Hafen von Kapstadt (Südafrika) und sollte gedockt werden. Infolge des drohenden Krieges mit Großbritannien lief das Schiff vorzeitig aus. Am 1. August lief die Eber in die Lüderitzbucht ein. Nach Kohlenübernahme verließ das Schiff den Hafen am Morgen des 3. August mit Kurs in Richtung Südamerika. Der letzte reguläre Schiffsverkehr erfolgte durch die Dampfer Arnold Amsinck und Eturia, die am 7. August in Swakopmund anlegten. Sie löschten eilig Post und nahmen ebenfalls Kurs auf Südamerika. Zusammen mit der Eber waren die Handelsdampfer Alarich, Adelaide, Steiermark und Gertrud Woermann auf die offene See geflohen. Eine Verteidigung der kolonialen Küstengewässer allein mit einem veralteten Kanonenboot und requirierten Handelsschiffen erschien aussichtslos. Den Küstenschutz besorgten lediglich kleine Patrouillen. Ende September 1914 konnte ein in der Walfischbucht einmündendes Seekabel gekappt werden, das aufgrund britischer Abhöraktionen und Desinformationen nicht militärisch nutzbar war. Im September und Oktober 1914 beschossen die südafrikanischen Hilfskreuzer Armadale Castle sowie Kinfauns Castle Swakopmund und die Walfischbucht. Im Herbst 1914 gelang im Auftrag des deutschen Gouverneurs eine Fahrt mit einem Schlepper von Swakopmund zum Hafen von Moçâmedes im heutigen Angola. Die erhoffte Versorgung mit Nachschub, bestehend aus Nahrung und Futtermitteln, scheiterte jedoch an der distanzierten Haltung der portugiesischen Behörden.
Das Reichskolonialamt, der Admiralstab und das Auswärtige Amt erwogen ab November 1914 einen Truppentransport von Südamerika nach Südwestafrika. Etwa 1000 bis 2000 deutschstämmige Rekruten aus lateinamerikanischen Staaten sollten per Schiff der Schutztruppe zugeführt werden. Die britische Überlegenheit nach der deutschen Niederlage bei den Falklandinseln vereitelte jedoch den Plan.

### Im Luftraum

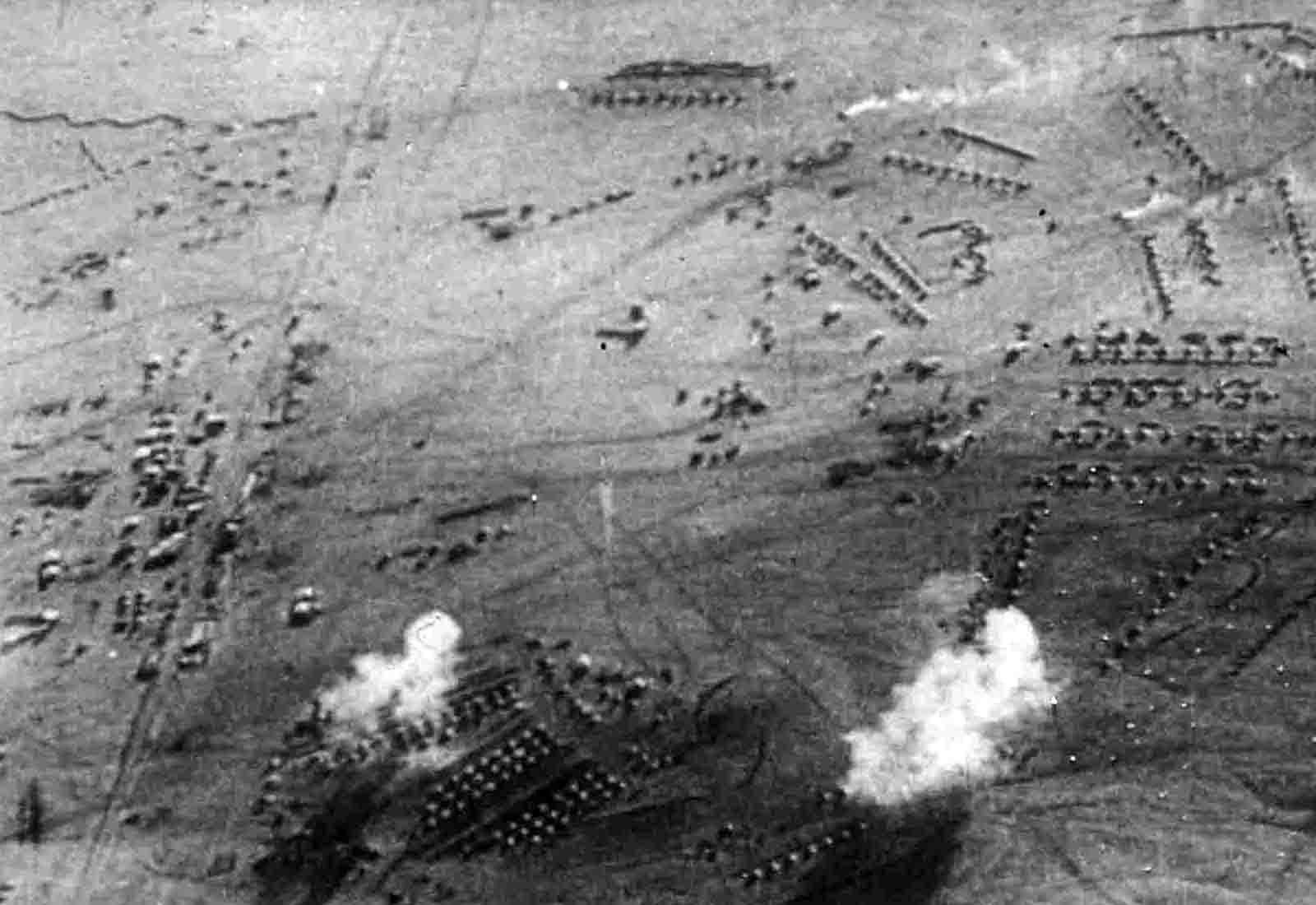
Bombardierung eines südafrikanischen Truppenlagers bei Tschaukaib durch Pilot Paul Fiedler, 17. Dezember 1914

Bei Kriegsausbruch befanden sich zwei Doppeldecker der Hersteller Aviatik und LFG in Deutsch-Südwestafrika. Die beiden Flugzeuge dienten in den folgenden Monaten zur Aufklärung, bei der auch Luftaufnahmen entstanden. Durch provisorischen Umbau von Munition und Anbringen von Abwurfvorrichtungen kam es zu vereinzelten Bombenabwürfen auf südafrikanische Truppenlager. Die Einsätze, bei denen teils über südafrikanischem Territorium aufgeklärt wurde, fanden zunächst im Süden der Kolonie statt. 1915 erfolgten Flüge von Karibib aus. Im April bzw. Mai 1915 stürzten beide Maschinen bei missglückten Startversuchen ab.
Die Luftbeobachtung brachte der Schutztruppe wertvolle Erkenntnisse über die Positionen und die Stärke des Gegners, obwohl es aufgrund schwieriger technischer und topographischer Bedingungen zu Fehlmeldungen kam. Die Flüge zeigten propagandistische und psychologische Wirkungen, die sich in europäischen Zeitungsberichten niederschlugen. Zudem veranlassten sie Südafrika zum Bau von Flugabwehrkanonen, die jedoch keines der Flugzeuge abschossen.
Gegen Ende des Krieges in Südwestafrika setzte die Union Flugzeuge des Typs BE2 und F.27 ein. Die deutschen Flugzeuge waren zu diesem Zeitpunkt nicht mehr einsatzbereit.

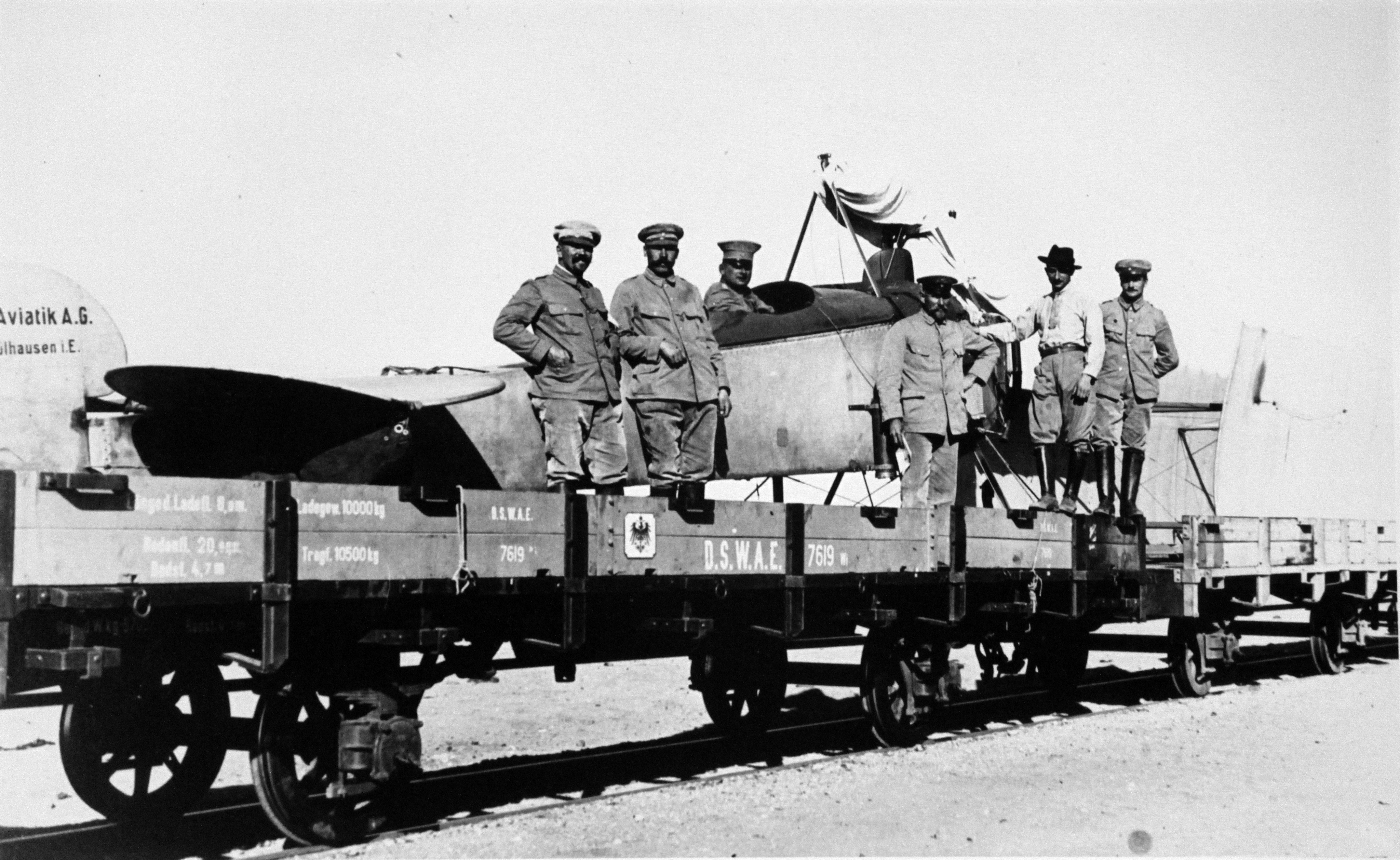
Aviatik-Doppeldecker auf einem Eisenbahnwaggon
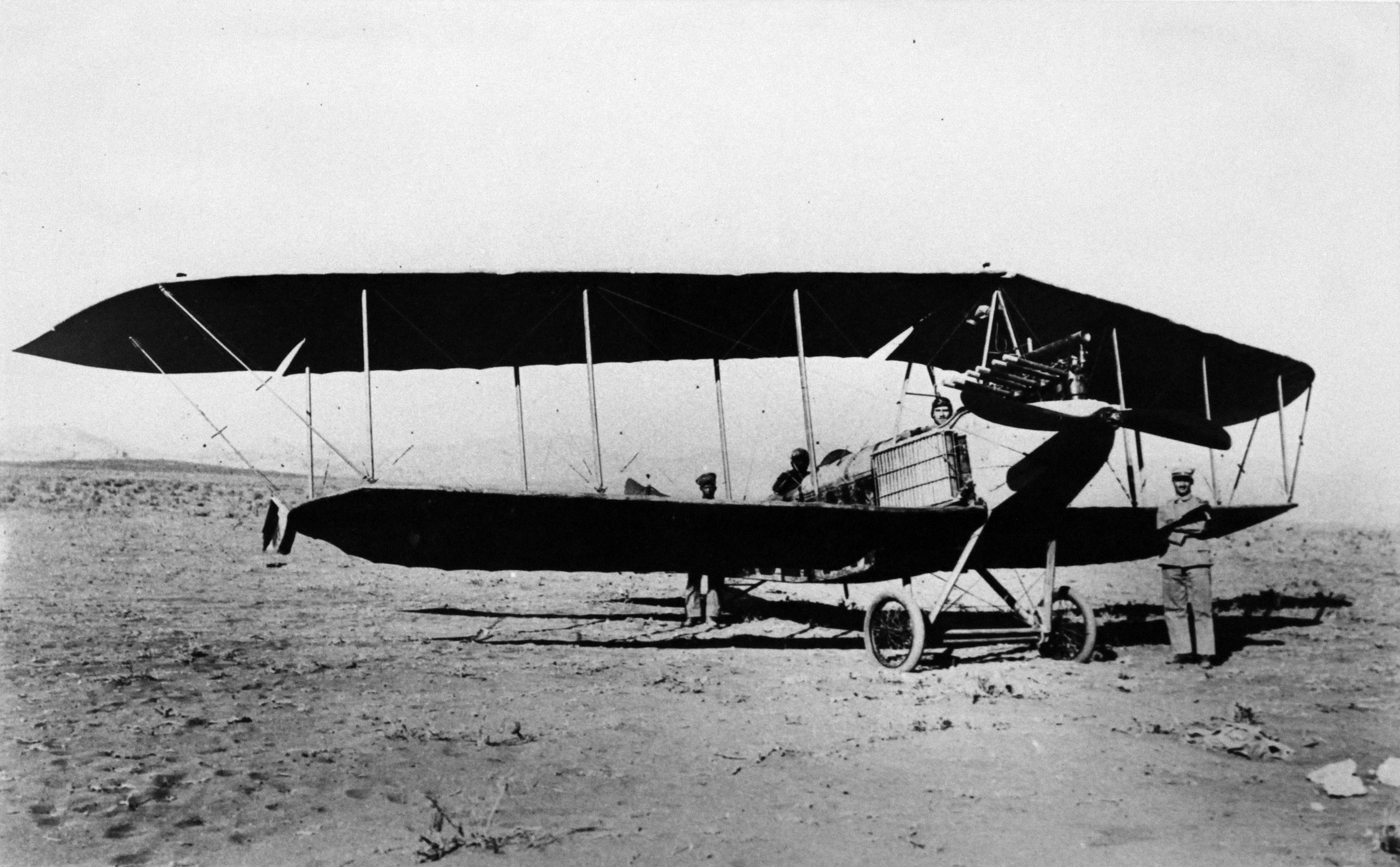
Deutscher Doppeldecker in Südwestafrika, 1914/15
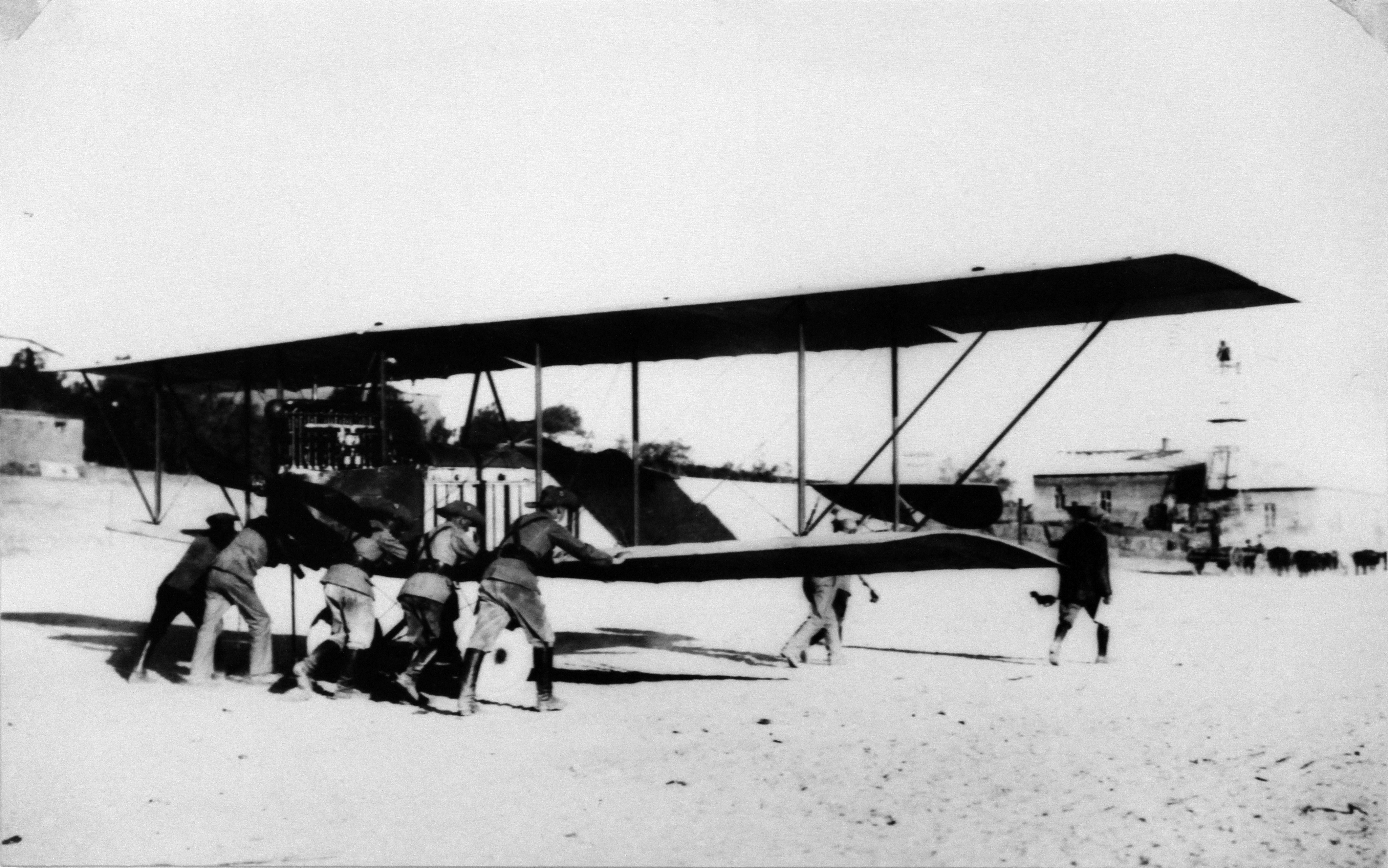
Deutscher Doppeldecker in Südwestafrika, 1914/15

### Grenzkrieg mit Angola

Portugiesische Forts an der Grenze zu Südwestafrika 1914/15

Die aufgrund des Burenaufstandes erfolgte Kampfpause nutzte von Heydebreck, um eine Strafexpedition gegen das portugiesische Westafrika zu führen. Portugiesische Truppen hatten am 19. Oktober 1914 den deutschen Bezirksamtmann von Outjo, Hans Schultze-Jena und seine Begleiter am Fort Naulila erschossen. Schultze-Jena hatte versucht, mit den portugiesischen Behörden in Kontakt zu treten, um Nachschub und Nachrichten zu beschaffen. Daraufhin wurden die portugiesischen Forts Cuangar (am 18. Dezember 1914), Impalila und Naulila sowie weitere Militärstationen in der Provinz Cuando Cubango durch deutsche Einheiten überfallen und zerstört. Die Portugiesen sprachen später vom Massaker von Cuangar. Portugal war offiziell bis zum März 1916 neutral, beschlagnahmte auf britischen Druck jedoch deutsche Versorgungstransporte. Zudem hatte der unklare Grenzverlauf zwischen der deutschen und der portugiesischen Kolonie zur Eskalation beigetragen. Gegenseitige Schuldzuweisungen waren die Folge.

### Verlust weiterer Küstenplätze und des Südens

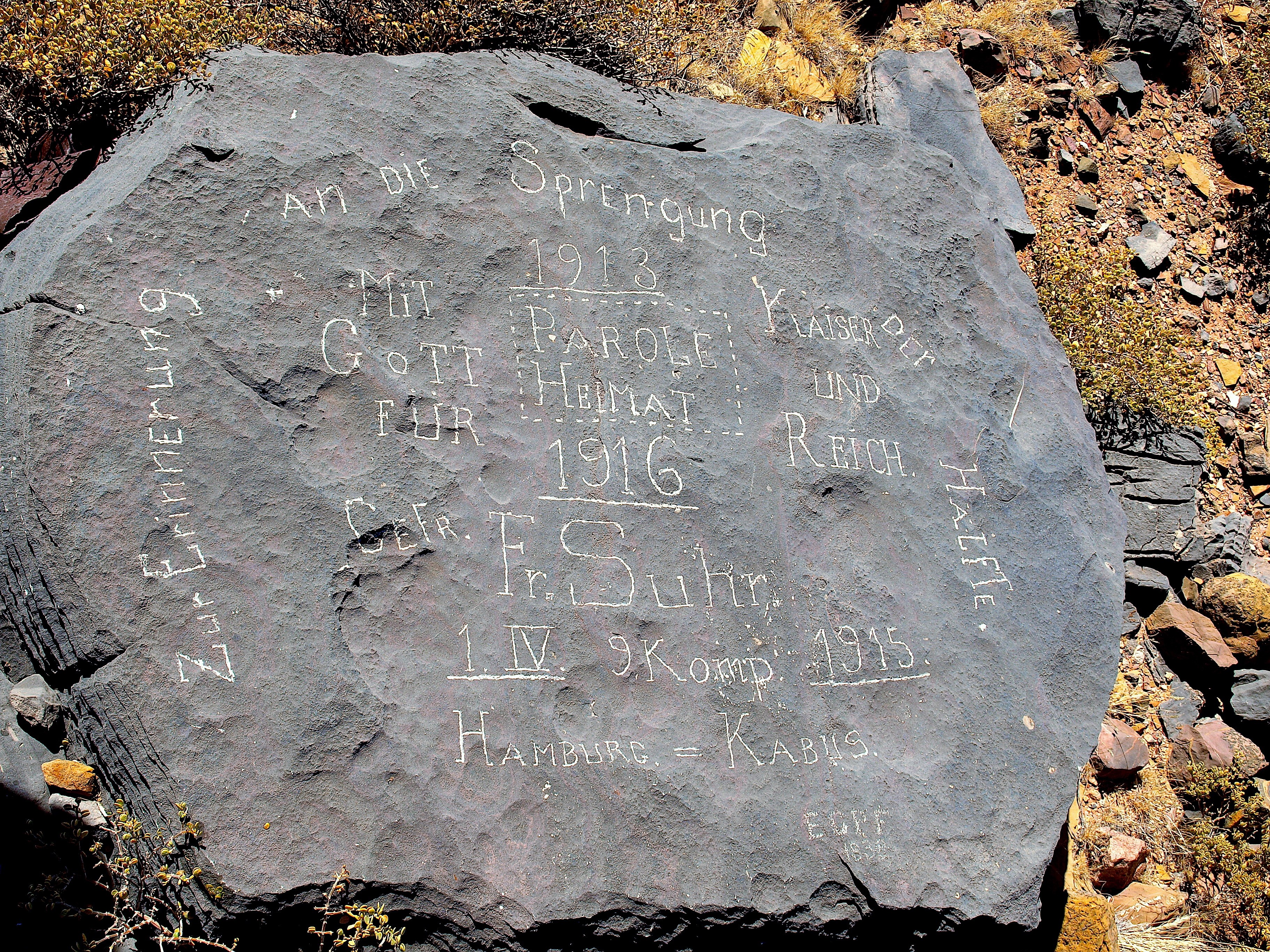
Gedenkstein zur Erinnerung an die letzten kriegerischen Auseinandersetzungen im Süden Deutsch-Südwestafrikas, Farm Jakkalskop

Nach der Niederschlagung des Burenaufstandes in Südafrika wurde die Lage für die Deutschen zusehends aussichtslos. Am 1. Weihnachtstag 1914 landeten Unionstruppen in der Walfischbucht. Am 11. Februar 1915 übernahm Louis Botha als General den persönlichen Oberbefehl über die südafrikanischen Streitkräfte in Südwestafrika. Sie besetzten Swakopmund im Westen und rückten zugleich von Süden her ein. In der Schlacht von Pforte-Jakkalswater-Riet, östlich von Swakopmund, erlitten die Deutschen schwere Verluste. Am 20. März 1915 wurde die Heliografenstation auf dem Langen Heinrich geräumt. Von hier aus waren die Briten an der 85 Kilometer entfernten Küste beobachtet worden. Im Süden musste die deutsche Schutztruppe der südafrikanischen Übermacht weichen, die nun zusätzlich aus Betschuanaland einmarschierte. Keetmanshoop fiel am 19. April 1915 in die Hände der Union. Die deutsche Verwaltung zog sich nach Schließung der Postämter und der Zerstörung von Brücken, Bahndämmen und Wasserstellen in den Norden der Kolonie zurück. Ein letzter Versuch, den Vormarsch im Süden zu stoppen, endete mit einer Umzingelung bei Berseba, aus der die deutsche Nachhut unter von Kleist nur knapp nach Norden entkam.

### Die Erhebung der Rehobother Baster

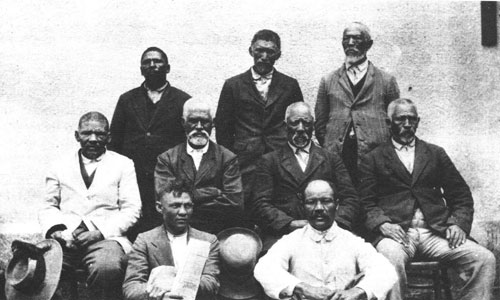
Baster-Rat mit Cornelius van Wyk (mittlere Reihe; zweiter von links), 1915

Die Ethnie der Baster im Gebiet von Rehoboth (Basterland) besaß gegenüber der umgebenden deutschen Kolonie eine innere Selbstverwaltung. Nach Kriegsbeginn bildete die deutsche Militärführung dennoch eine aus Baster-Angehörigen bestehende Hilfskompanie, deren Kampfeinsatz gegen Soldaten europäischer Herkunft jedoch ausdrücklich untersagt war. Nach Verhandlungen mit dem Baster-Rat von Rehoboth wurden die Baster-Soldaten im August 1914 mit deutschen Uniformen und Waffen ausgestattet. Den Oberbefehl führte ein deutscher Offizier. Die Baster-Kompanie sollte vorwiegend mit der Bewachung der südafrikanischen Gefangenen in Uitdraai betraut werden. Als die Kompanie Ende 1914 nach Nauchas, südwestlich von Rehoboth verlegt wurde, kam es unter den Baster zu ersten Protesten, da sie von einem Einsatz innerhalb des Rehobother Autonomiegebietes ausgegangen waren. Am 1. April 1915 kam es zu einem geheimen Treffen zwischen Louis Botha und dem Baster-Kapitän Cornelius van Wyk. Von den Deutschen vor die Wahl gestellt, entweder Folge zu leisten oder sämtliche Waffen abzugeben, erhoben sich die Baster schließlich am 15. April 1915 gegen die deutsche Bevormundung. Bis zum 18. April flohen alle 45 Baster-Soldaten aus Uitdraai und begaben sich nach Rehoboth. Ein Freundschaftsvertrag zwischen Bastern und Deutschen aus dem Jahr 1885 wurde im Namen des Gouverneurs am 22. April 1915 annulliert. Am 8. Mai 1915 kam es zum Gefecht von Sam-Khubis, einer Hügellandschaft, in die sich die Baster-Gemeinschaft zurückgezogen hatte. Bis zum Abend erlitten die Baster schwere Verluste. Die Verschonung am kommenden Tag verdankten sie vor allem dem Anmarsch der südafrikanischen Armee.

### Rückzug aus Windhuk und Kapitulation im Otavi-Dreieck

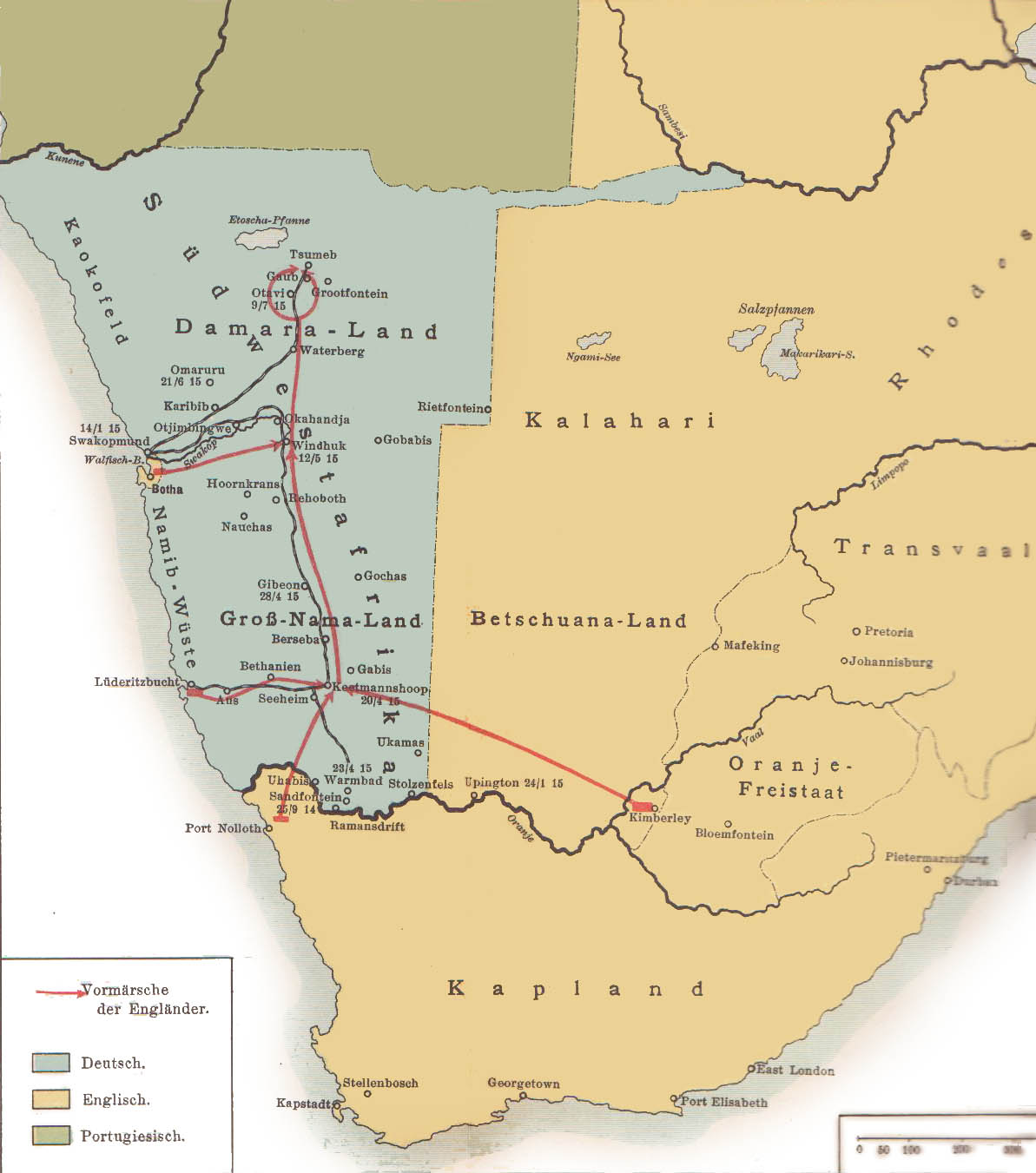
Der Südwestafrikafeldzug 1915

Ende Februar 1915 bezogen die Deutschen eine Stellung etwa zwischen dem Swakop-Fluss und der Otavibahn, die aufgrund der vielfachen Überlegenheit der Angreifer sowie der versuchten Umzingelung jedoch aufgegeben wurde. Somit hatten die südafrikanischen Unionstruppen den Namibgürtel überwunden, und der Weg in die Landesmitte war frei. Anfang April wurde daher die Region um Windhuk geräumt. Gouverneur Seitz verlegte seinen Amtssitz von Windhuk nach Grootfontein. Material und Vorräte wurden nach Tsumeb verlegt. Am 4. Mai wurde Karibib besetzt. Die Landeshauptstadt Windhuk wurde am 12. Mai 1915 durch die Stadtverwaltung kampflos übergeben, nachdem die letzten deutschen Soldaten die Stadt am 1. Mai verlassen hatten. Die deutsche Unterlegenheit in Truppenstärke und Ausrüstung war nunmehr offensichtlich. Am 19. Juni traten rund 35.000 Soldaten der Südafrikanischen Union zur finalen Offensive Richtung Norden an, wobei die überlegenen Kraftfahrzeuge zum Einsatz kamen. Ihnen standen insgesamt noch 3500 Deutsche und deutschfreundliche Buren entgegen. Die deutsche Schutztruppe wich immer weiter nach Norden aus und suchte – vom Feind verfolgt – im Minengebiet von Otavi Zuflucht. Der von den Deutschen kontrollierte Raum war damit im Wesentlichen auf das rund 2500 km² große Areal des „Otavi-Dreiecks“ zusammengeschrumpft (etwa die Fläche Luxemburgs). Am 1. Juli verlor die Schutztruppe die Schlacht von Otavifontein, westlich von Grootfontein. Den 800 deutschen Schutztrupplern standen 8000 Unionssoldaten gegenüber. Das letzte Gefecht fand am 4. Juli bei Ghaub in den Otavibergen statt. Am 9. Juli kapitulierte der Kommandeur der Schutztruppe Victor Franke bei Khorab nahe Otavi, um die Schutztruppe vor der vollständigen Vernichtung zu bewahren (was ihm in späteren Jahren von einigen Seiten als unehrenhafte Handlung vorgeworfen wurde). Tatsächlich stand die Schutztruppe kurz vor einer Hungersnot. Die rückwärtigen Depots waren durch die Umzingelung bei Namutoni bedroht. Mit der Kapitulation wurde auch die letzte behelfsmäßige Funkstation bei Tsumeb an die Südafrikaner übergeben.
Der Vorschlag junger Offiziere, weiter nach Norden – bis ins heutige Angola – zu fliehen oder sich bis Deutsch-Ostafrika durchzuschlagen, wurde von der Truppenführung als zu gefahrvoll und entbehrungsreich abgelehnt.
Ab 16. August 1915 war die gesamte Kolonie Deutsch-Südwestafrika durch die südafrikanischen Unionstruppen besetzt. Der Caprivizipfel im Nordosten war bereits 1914 durch das Vereinigte Königreich von Großbritannien und Irland annektiert worden.

## Ergebnisse und Kriegsfolgen

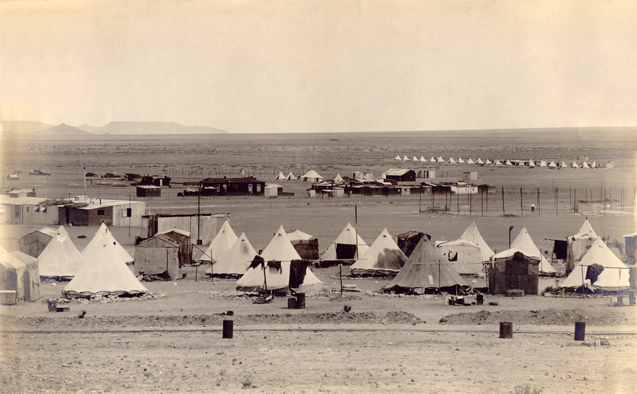
Kriegsgefangenenlager für die deutsche Schutztruppe bei Aus (ca. 1919)

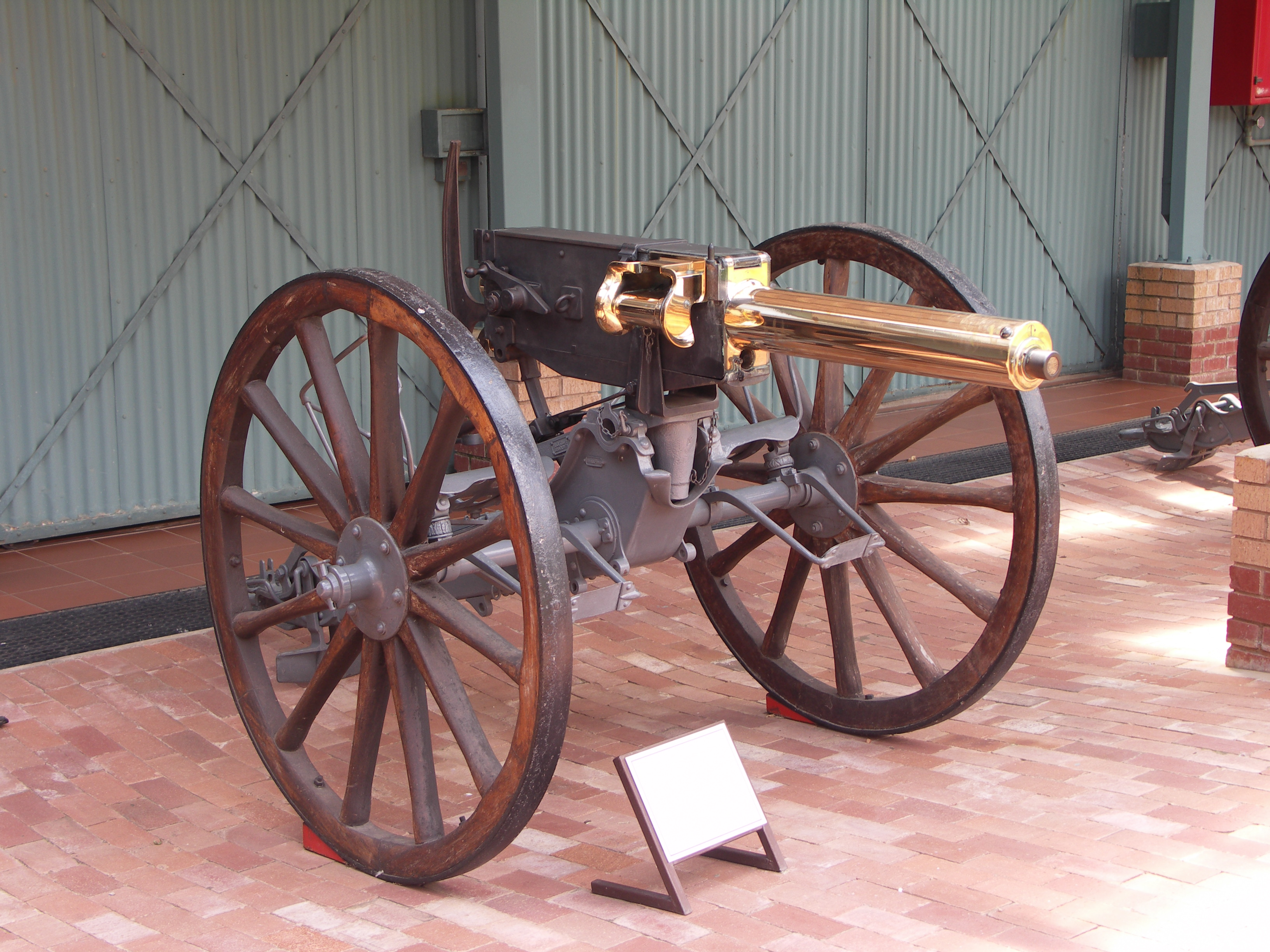
Deutsche Maschinenkanone: Übergeben an Südafrika im Juli 1915

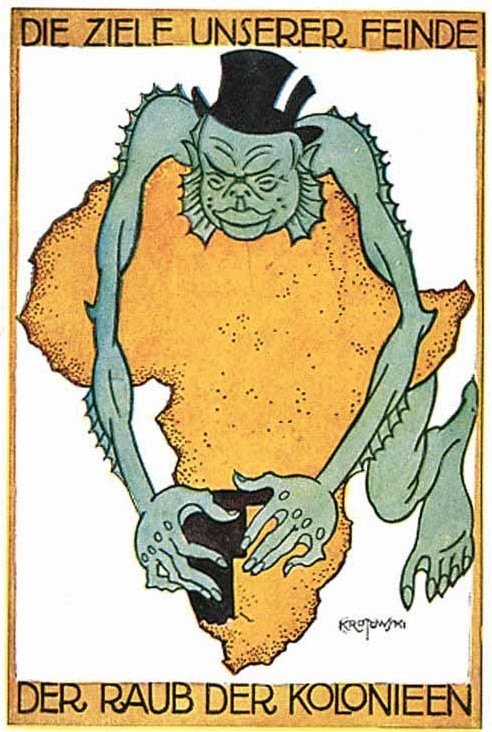
Raub der Kolonien: Karikatur gegen den Verlust Südwestafrikas (1919)

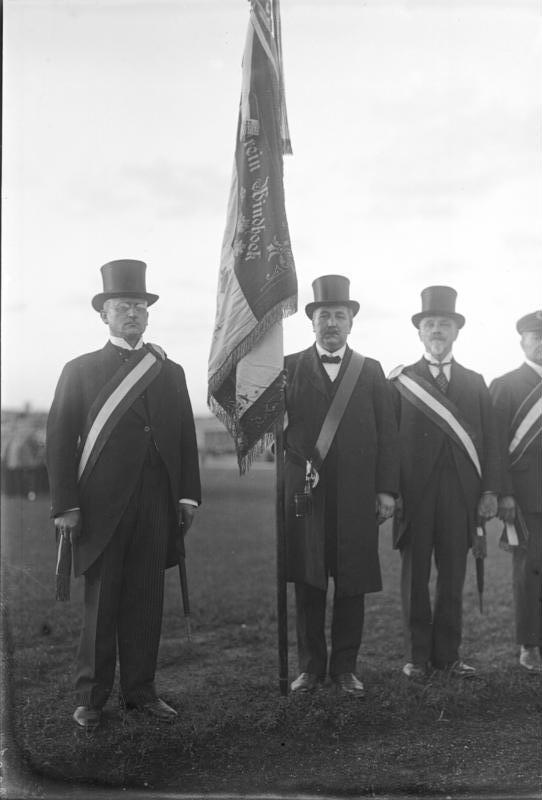
Fahne des Kriegervereins Windhoek auf der Kundgebung Zehn Jahre Versailler Vertrag, Berlin, Juni 1929

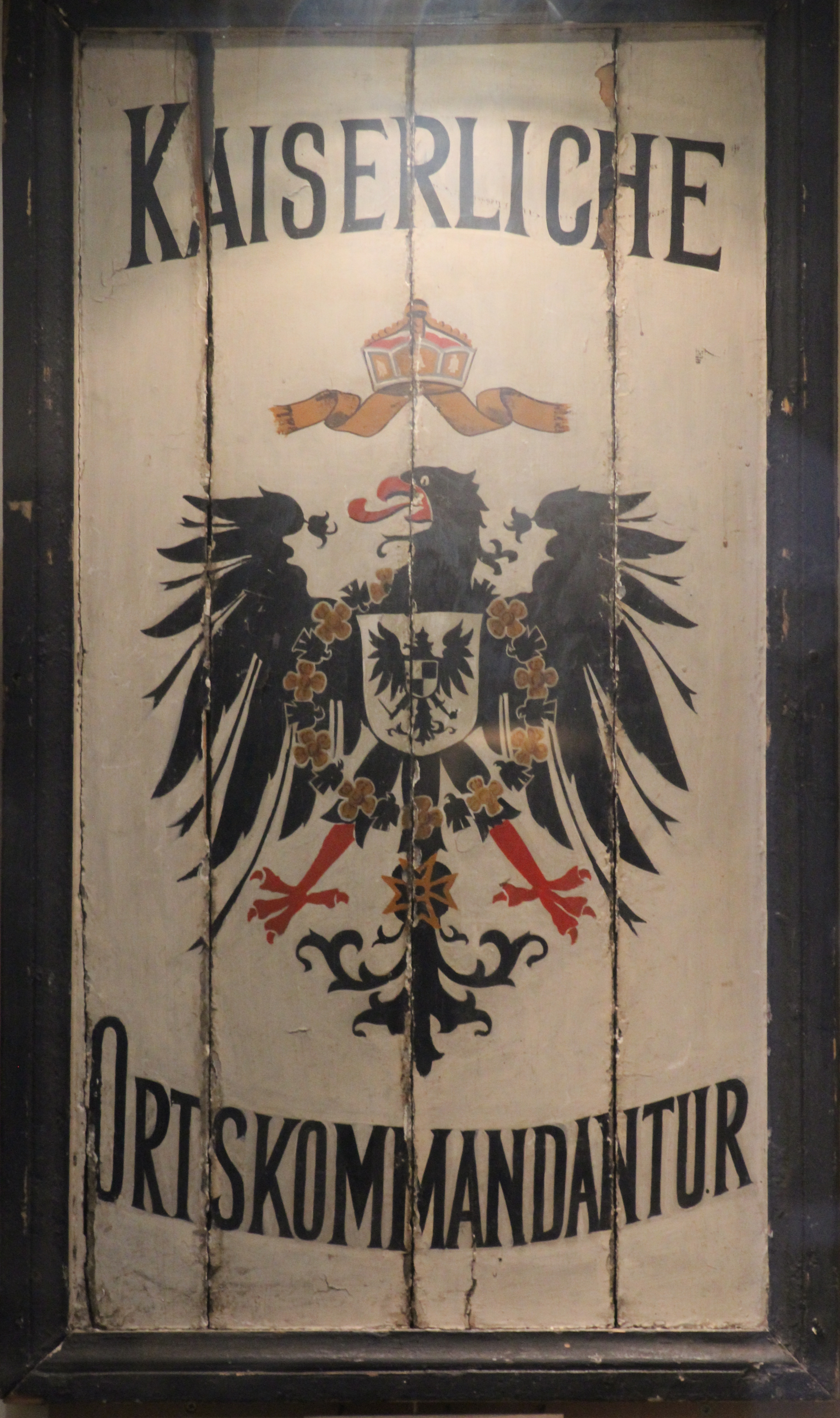
Das Zeichen des Ortskommandantur wird von britischen Streitkräften als Kriegsbeute betrachtet und ist jetzt im südafrikanischen Nationales Museum für Militärgeschichte, in Johannesburg zu sehen

Nachdem die Unionstruppen die deutschen Truppen auch im Norden weit zurückgedrängt hatten, bot Gouverneur Seitz am 21. Mai 1915 General Botha einen Waffenstillstand an. Bei der südlich von Omaruru gelegenen Giftkuppe fand eine Unterredung zwischen Botha, Franke und Seitz statt. Dabei deutete sich anfangs eine Übereinkunft an. Den Deutschen sollte bis zum Kriegsende in Europa der Nordteil von Südwestafrika überlassen werden, während Südafrika nur den Süden besetzen wollte. Eine britische Intervention vereitelte diese Einigung. Am 9. Juli 1915 unterzeichneten Gouverneur Seitz und Oberstleutnant Franke eine Erklärung zur Übergabe des gesamten Schutzgebietes an die Südafrikanische Union. 3497 Unteroffiziere und Mannschaften sowie 204 Offiziere gingen in Gefangenschaft. Geschütze und Munition wurden übergeben (angeblich wurden die deutschen Granaten später in Deutsch-Ostafrika gegen die dortige Schutztruppe verwendet). Percival Scott Beves wurde zum Militärgouverneur von Südwestafrika ernannt. Am 11. September 1915 wurde ein Grenzabkommen zwischen dem portugiesischen Westafrika und der Südafrikanischen Union getroffen.
Die Kapitulationsbedingungen waren allgemein milde. Den Soldaten wurden ihre Handfeuerwaffen (ohne Munition) zunächst belassen. Besitzer von Farmen durften auf Ehrenwort nach Hause. Offiziere durften ihre Blankwaffen sowie Dienstpferde behalten und ihren Aufenthaltsort in Südwestafrika weitgehend frei wählen. Der aktive Teil der Schutztruppe, etwa 1400 Mann, wurde überwiegend in einem Lager bei Aus interniert. Die Reservisten konnten nach Deutschland zurückkehren. Während einer Grippe-Epidemie starben viele Deutsche und einige ihrer südafrikanischen Bewacher. Das südafrikanische Militär übernahm die Verwaltung der Kolonie mit Unterstützung der vorherigen, deutschen Verwaltungskräfte. Beim militärischen Zusammenbruch des Deutschen Kaiserreiches im November 1918 sprach der südafrikanische Administrator, Sir Edmond Gorges, dem deutschen Reichskommissar in Windhuk sein Beileid aus. Etwa die Hälfte der deutschen Bevölkerung Südwestafrikas wurde bis zum Juli 1919 nach Deutschland ausgewiesen. Doch bald kamen die ersten ausgewiesenen Deutschen zurück und erhielten auf Wunsch die Staatsangehörigkeit Südafrikas.
Nach dem Ende der deutschen Kolonialherrschaft kehrten auch Überlebende des Herero- und Nama-Aufstandes in ihre Heimat zurück, darunter die Söhne von Hendrik Witbooi.
Das Ende von Deutsch-Südwestafrika wurde mit dem Friedensvertrag von Versailles am 28. Juni 1919 besiegelt. Gemäß Artikel 119 des Versailler Vertrages verzichtete Deutschland „[...] zugunsten der alliierten und assoziierten Hauptmächte auf alle seine Rechte und Ansprüche bezüglich seiner überseeischen Besitzungen“. Aus dem „Schutzgebiet Deutsch-Südwest“ wurde das Mandatsgebiet Südwestafrika unter südafrikanischer Verwaltung. Südwestafrika stand dennoch bis Anfang 1921 unter Kriegsrecht. Der Caprivi-Zipfel blieb bis 1929 ein Bestandteil des britischen Protektorats Betschuanaland.
Der deutsche Revanchismus zwischen den Weltkriegen zielte unter anderem auf eine Rückeroberung Südwestafrikas durch fortgesetzt propagierte kolonialpolitische Ansprüche Deutschlands. Diese Position vertrat etwa die Deutsche Kolonialgesellschaft, der Theodor Seitz – letzter Gouverneur von „Deutsch-Südwest“ – von 1920 bis 1930 als Präsident und danach als Ehrenpräsident vorstand sowie der Deutsche Kolonialkrieger-Bund mit Propagandaschriften wie „Kolonien lassen Essen rauchen“ (1931).
Die südafrikanischen Vorkriegspläne zur endgültigen Eingliederung der ehemaligen deutschen Kolonie in das Kernland der Union gingen nicht auf. Dennoch prägte die Verwaltung durch Südafrika die politischen Verhältnisse für Jahrzehnte. Es bestand etwa der nach dem Zweiten Weltkrieg als Apartheid bekannte Rassismus fort. Erst die Gründung des Staates Namibia im Jahre 1990 brachte die staatliche Unabhängigkeit. Die Walfischbucht als Exklave Südafrikas kam erst 1994 zu Namibia.

## Weitere Schauplätze außerhalb Europas
siehe Erster Weltkrieg außerhalb Europas, im Speziellen an Kolonialschauplätzen, siehe
- Erster Weltkrieg in Afrika
  - Erster Weltkrieg in Kamerun
  - Erster Weltkrieg in Ostafrika
  - Erster Weltkrieg in Togo